# Timrå IK
Timrå IK (Timrå Red Eagles, les Aigles Rouges de Timrå) est un club de hockey sur glace localisé à Timrå, près de Sundsvall, en Suède.
Le club a été fondé le 11 mai 1928 sous le nom de Wifstavarvs IK et débuta ses activités hockey en 1938. Après une fusion en 1942 avec Östrands IF, un autre club local, l'équipe accède à la première division du championnat en 1956. Après une nouvelle fusion, cette fois avec Fagerviks IF en 1964, le club prend en 1967 son nom actuel, Timrå IK.
Ses matches locaux sont disputés au E.ON Arena.
Le club possédait à l'origine une section football, qui est devenue indépendante en 1978, sous le nom d'IFK Timrå.

## Palmarès
- Vainqueur de l'Allsvenskan: 1977, 1981, 1999.

## Joueurs

### Numéros retirés
- 5 - Lennart Svedberg
- 20 - Henrik Zetterberg